# Que je t'aime (Palais des sports 1969)
Cet article concerne l'album live de Johnny Hallyday. Pour la chanson, voir Que je t'aime (chanson).
Albums par Johnny Hallyday
Rivière… ouvre ton lit
(1969) Vie
(1970)
Lives par Johnny Hallyday
Johnny au Palais des sports
(1967) Live at the Palais des sports
(1971)
Que je t'aime est le 5e album live de Johnny Hallyday. Sorti en novembre 1969, Il est la captation partielle du tour de chant de l'artiste lors de son spectacle sur la scène du Palais des sports de Paris du 26 avril au 4 mai 1969. Du fait de problèmes techniques survenus à l'enregistrement, seuls huit titres jugés utilisables sont diffusés à l'époque, un neuvième en « faux live » complète l'édition et lui donne son titre Que je t'aime. 
Le temps du disque compact venu, plusieurs éditions ajoutent un, puis deux titres au live, mais le laisse incomplet. Ce n'est que cinquante et un an plus tard, en 2020, qu'une nouvelle édition, issue d'une archive radiophonique, propose le récital dans son intégralité. 

## Histoire
Réalisé par Lee Hallyday, cet enregistrement public du premier grand spectacle de Johnny Hallyday - qualifié par le magazine Rock & Folk de « show de l'an 2000 » - est nommé Que je t'aime, mettant à son profit l'énorme succès de la chanson en cette année 1969. Que je t'aime est ici proposée dans une version « faux live », alors même que la chanson a été créée en exclusivité sur la scène du Palais des sports de Paris (avant même qu'elle ne soit enregistrée en studio).
De nombreux problèmes techniques, dus aux structures en aluminium de la scène créant une forte électricité statique, ont fortement perturbé la captation du récital et seuls huit des quatorze titres interprétés s'avèrent utilisables. Le son en est grandement affecté et l'orchestre de Jean-Claude Vannier (disposé sur une scène secondaire), prend le pas sur le groupe qui accompagne Johnny sur la piste principale ; de ce fait, clarinettes et hautbois dominent les guitares électriques sur le disque, qui ne restitue pas le son tel qu'il était.
Le spectacle de Johnny Hallyday est filmé par Guy Job et compilé avec un concert des Rolling Stones, pour le film 5 + 1,. Un titre absent du 33 tours est du montage, ainsi que le finale du spectacle sur la chanson Je suis né dans la rue auquel Hallyday mêle un medley rock'n'roll composé de Tutti Frutti, Whole Lotta Shakin' Goin' On et Be-Bop-A-Lula (le triptyque rock est absent du 33 tours).
En 1992, l'album est édité en CD et s'enrichit d'un dixième titre : Caché derrière mes poings.
L'édition CD de 2003, propose un son remastérisé proche de ce que fut réellement l'orchestration scénique en 1969 et restitue l'ordre chronologique du récital. Elle inclut un onzième titre issue de la bande son du film de Guy Job : Regarde pour moi.
Les titres Jeune homme, Entre mes mains, Cours plus vite Charlie, Que je t'aime (dans son authentique version live palais des sports 69), ainsi que le medley rock'n'roll ponctuant l'interprétation de Je suis né dans la rue, demeurent inédits aux disques.
Et cela jusqu'à ce que, en 2020, une captation inédite issue des archives d'Europe N°1, soit publiée en CD et 33 tours sous le titre Johnny 69 Palais des sports 26 avril 1969 (date de sa captation et diffusion en direct sur les ondes). Avec l'ajout des titres manquant à l'appel depuis cinquante et un ans, le tour de chant est désormais proposé dans son intégralité.

## Autour de l'album
Référence originale : 33 tours Philips 849468 BY : Le disque propose neuf des quatorze titres chantés au Palais des sports.
Une deuxième édition sort dans les années 1970 sous la référence Philips 6325 189.
L'album sort pour la première fois en CD en 1992, sous la référence originale : Philips 512 265-2 : cette édition est enrichie d'un titre supplémentaire, Caché derrière mes poings. 
En 2003, une nouvelle édition CD paraît sous la référence originale : 077 186-2 : bénéficiant d'un son remastérisé, elle restitue pour la première fois la chronologie du récital et ajoute à la liste des titres un onzième morceau Regarde pour moi.

## Titres

### L'édition originale de 1969
| 1. | À tout casser              | Georges Aber              | Johnny Hallyday, Tommy Brown | 3:26 |
| 2. | Rivière... ouvre ton lit   | Gilles Thibaut            | Mick Jones, Tommy Brown      | 4:41 |
| 3. | Mal (Hush)                 | Georges Aber (adaptation) | Joe South                    | 2:53 |
| 4. | Je n'ai pas voulu croire   | Long Chris                | Éric Charden                 | 4:21 |
| 5. | Fumée                      | Ralph Bernet              | Mick Jones, Tommy Brown      | 3:15 |
| 6. | Que je t'aime              | Gilles Thibaut            | Jean Renard                  | 3:27 |
| 7. | Voyage au pays des vivants | Long Chris                | Mick Jones, Tommy Brown      | 3:58 |
| 8. | Je te veux                 | Long Chris                | Mick Jones, Tommy Brown      | 6:52 |
| 9. | Je suis né dans la rue     | Long Chris                | Mick Jones - Tommy Brown     | 4:02 |

### L'édition CD de 2003
| 1.  | À tout casser              | Georges Aber              | Johnny Hallyday, Tommy Brown | 3:41 |
| 2.  | Fumée                      | Ralph Bernet              | Mick Jones, Tommy Brown      | 3:21 |
| 3.  | Regarde pour moi           | Gilles Thibaut            | Steve Marriott, Ronnie Lane  | 3:10 |
| 4.  | Voyage au pays des vivants | Long Chris                | Mick Jones, Tommy Brown      | 3:57 |
| 5.  | Que je t'aime              | Gilles Thibaut            | Jean Renard                  | 3:30 |
| 6.  | Rivière... ouvre ton lit   | Gilles Thibaut            | Mick Jones, Tommy Brown      | 4:45 |
| 7.  | Mal (Hush)                 | Georges Aber (adaptation) | Joe South                    | 2:57 |
| 8.  | Je n'ai pas voulu croire   | Long Chris                | Éric Charden                 | 4:25 |
| 9.  | Caché derrière mes poings  | Gilles Thibaut            | Jean Renard                  | 8:41 |
| 10. | Je te veux                 | Long Chris                | Mick Jones, Tommy Brown      | 6:55 |
| 11. | Je suis né dans la rue     | Long Chris                | Mick Jones, Tommy Brown      | 5:44 |

### Édition 2020Johnny 69 Palais des sports 26 avril 1969
| 1.  | À tout casser                                                                                                  | Georges Aber              | Johnny Hallyday, Tommy Brown          |  |
| 2.  | Cours plus vite Charlie (Cut Across Shorty)                                                                    | Long Chris (adaptation)   | Marijohn Wilkin (en), Wayne P. Walker |  |
| 3.  | Fumée | Ralph Bernet              | Mick Jones, Tommy Brown               |  |
| 4.  | Entre mes mains                                                                                                | Gilles Thibaut            | Jean Renard                           |  |
| 5.  | Jeune homme | Ralph Bernet              | Jacques Revaux                        |  |
| 6.  | Regarde pour moi                                                                                               | Gilles Thibaut            | Steve Marriott, Ronnie Lane           |  |
| 7.  | Voyage au pays des vivants                                                                                     | Long Chris                | Mick Jones, Tommy Brown               |  |
| 8.  | Que je t'aime                                                                                                  | Gilles Thibaut            | Jean Renard                           |  |
| 9.  | Rivière... ouvre ton lit                                                                                       | Gilles Thibaut            | Mick Jones, Tommy Brown               |  |
| 10. | Mal (Hush) | Georges Aber (adaptation) | Joe South                             |  |
| 11. | Je n'ai pas voulu croire                                                                                       | Long Chris                | Éric Charden                          |  |
| 12. | Caché derrière mes poings                                                                                      | Gilles Thibaut            | Jean Renard                           |  |
| 13. | Je te veux | Long chris                | Mick Jones, Tommy Brown               |  |
| 14. | Je suis né dans la rue (inclus medley rock'n'roll : Tutti Frutti, Whole Lotta Shakin' Goin' On, Be-Bop-A-Lula) | Long Chris                | Mick Jones, Tommy Brown               |  |

## Musiciens
Orchestre de Johnny Hallyday : 
- Direction musicale Mick Jones et Tommy Brown
- Mick Jones, Jean-Pierre Azoulay : Guitares
- Daniel Boulard : Basse
- Raymond Donnez : Claviers
- Jean Tosan, Gérard Pisani : Saxophones
- Tommy Brown : Batterie

Grand orchestre dirigé par Jean-Claude Vannier
| Classement (2003) | Meilleure position |
| ----------------- | ------------------ |
| France (SNEP)     | 107                |